# Friedemann Goetze
Friedemann Goetze (* 26. Februar 1871 in Stade; † 22. Mai 1946) war ein deutscher Offizier, zuletzt im Rang eines SS-Brigadeführers.

## Leben
Goetze war der Sohn des Stadtsyndikus und späteren Landrates Adolf Goetze. Er schlug nach dem Ende seiner Schulzeit eine Offizierslaufbahn in der Preußischen Armee ein und begann 1890 seinen Militärdienst beim Infanterie-Regiment „Herzog von Holstein“ (Holsteinisches) Nr. 85. Er stieg zum Major auf, war während des Ersten Weltkriegs von März bis Oktober 1918 Kommandeur des Infanterie-Regiments „Graf Kirchbach“ (1. Niederschlesisches) Nr. 46 und wurde mit beiden Klassen des Eisernen Kreuzes ausgezeichnet.
Nach Kriegsende nahm Goetze 1919 als Angehöriger der Deutschen Legion an den Kämpfen im Baltikum teil. Anschließend folgte seine Übernahme in das 18. Infanterie-Regiment der Reichswehr in Paderborn. Als Oberst wurde er 1924 aus der Reichswehr verabschiedet. Danach betätigte er sich bei der zwischenzeitlich illegalen NSDAP als Ortsgruppenleiter in Bückeburg. Er verließ die Partei 1926 und war von 1926 bis 1933 zunächst Landes- und dann Gauführer des Tannenbergbundes. Goetze wurde schließlich von dem einflussreichen Organisator des Tannenbergbundes Erich Ludendorff das Vertrauen entzogen, da er nach der Machtergreifung „mit den Maßnahmen der nationalsozialistischen Regierung einverstanden“ gewesen und als NS-Spitzel verdächtigt worden sein soll. Zudem untersagte Ludendorff dem seinerzeit in Hannover ansässigen Goetze, die durch ihn geführte Ludendorff-Buchhandlung weiter unter dieser Bezeichnung zu führen.
Zur Zeit des Nationalsozialismus wurde er Mitte Dezember 1934 Mitglied der SS (SS-Nummer 261.405). Er wurde dem Persönlichen Stab des Reichsführers SS zugeteilt. Anfang Februar 1935 wurde er zum Obersturmbannführer befördert und auf eine Tätigkeit als Taktiklehrer an der SS-Junkerschule in Braunschweig vorbereitet. Nach der Lehrtätigkeit wurde er Anfang 1937 Leiter dieser SS-Junkerschule und bekleidete diese Funktion bis zum Eintritt in den Ruhestand im Herbst 1938. Zum 1. Mai 1937 trat er erneut der NSDAP bei (Mitgliedsnummer 5.220.122). Der Gauleiter Bernhard Rust lehnte Goetzes Ansinnen, eine niedrigere Parteinummer zu erhalten, im Februar 1938 ab und stellte sogar die Parteimitgliedschaft generell in Frage, da Goetze während der Weimarer Republik Tannenbergbündler gewesen sei. Zum SS-Brigadeführer wurde Goetze Anfang Juli 1938 befördert, dem höchsten von ihm erreichten SS-Rang. Er war ehrenamtlicher Richter am Volksgerichtshof.
Während des Zweiten Weltkrieges wurde er reaktiviert: Von Anfang Oktober 1939 bis Ende März 1942 leitete er im SS-Personalhauptamt die Sammelstelle für Verluste der Schutzstaffel im Kriege.
Sein Sohn war der SS-Standartenführer Hans-Friedemann Goetze (1897–1940).